# Liste der Monuments historiques in Pouilly-sur-Saône
Die Liste der Monuments historiques in Pouilly-sur-Saône führt die Monuments historiques in der französischen Gemeinde Pouilly-sur-Saône auf.

## Liste der Objekte
| Bezeichnung                  | Beschreibung                                          | Standort                        | Kennzeichnung | Schutzstatus | Datum | Bild |
| ---------------------------- | ----------------------------------------------------- | ------------------------------- | ------------- | ------------ | ----- | ---- |
| Skulptur Heilige Barbara     | Eichenholz, farbig gefasst, Ende des 15. Jahrhunderts | in der Kirche St-Antoine (Lage) | PM21001782    | Classé       | 1962  |      |
| Pietà                        | Kalkstein, farbig gefasst, Ende des 15. Jahrhunderts  | in der Kirche St-Antoine (Lage) | PM21001780    | Classé       | 1962  |      |
| Skulptur Johannes Evangelist | Kalkstein, farbig gefasst, Ende des 15. Jahrhunderts  | in der Kirche St-Antoine (Lage) | PM21001781    | Classé       | 1962  |      |